# 猪塚の戦い
猪塚の戦い（いのししづかのたたかい）は第二次メッセニア戦争にて紀元前684年にメッセニアとその同盟軍とスパルタとその同盟軍との間で戦われた会戦である。
この戦いはデレスの戦いの一年後に起こった。メッセニア軍にはエリスとアルカディア、アルゴス、シキュオンが援軍として赴いた。一方、スパルタ軍にはコリントス、レプレオンが援軍として来た。
メッセニア軍の総大将のアリストメネスは自身の周りを80人の精鋭部隊で固め、彼らはスパルタ王アナクサンドロス率いる親衛隊と戦った。アリストメネスの部隊は当初苦戦を強いられたが、死に物狂いの戦いによってアナクサンドロスの部隊を敗走させた。敵が敗走に移ったのを見たアリストメネスは追撃は別の部隊に任せ、自身は頑強に交戦している敵のもとに赴いてこれを破り、同様に再び別の所にも赴いて戦った。やがてスパルタとその同盟軍は総崩れになり、アリストメネスはそれを追撃した。
しかし、山梨樹の茂みでアリストメネスが盾を見失ってそれを見つけるのに手間取ったため、スパルタ軍の一部は無事に退却できた。当時、ギリシアでは盾を失うことは不名誉とみなされていた。
この敗北でスパルタは戦意を失ったが、デルフォイの神託によりアテナイから助言者として送られた片足の不自由な読み書き教師のテュルタイオスが軍歌を歌ってスパルタ人たちを元気付け、彼らはヘロットの中から新たに兵士を補充して戦争を続行した。

## 註
1. ↑  パウサニアス, IV. 15. 7-8
2. ↑  ibid, IV. 16. 2-4
3. ↑  ibid, IV. 16. 5
4. ↑  ibid, IV. 16. 6